# Gare d’Audruicq
Gare d’Audruicq vasútállomás Franciaországban, Audruicq településen.

## Vasútvonalak
Az állomást az alábbi vasútvonalak érintik:
- Lille–Fontinettes-vasútvonal

## Kapcsolódó állomások
A vasútállomáshoz az alábbi állomások vannak a legközelebb:
- Gare de Nortkerque
- Gare de Ruminghem
- Gare de Watten - Éperlecques
- Gare de Calais-Ville